# Tanana
Tanana (ang. Tanana River) – rzeka w Stanach Zjednoczonych, w środkowo-wschodniej części stanu Alaska, jeden z głównych dopływów Jukonu. Przepływa przez terytorium okręgów Yukon–Koyukuk, Fairbanks North Star oraz Southeast Fairbanks.
Tanana powstaje w okolicach Northway z połączenia dwóch rzek źródłowych – Chisana i Nabesna, których źródła znajdują się w paśmie górskim Alaska. Długość (mierzona od źródła rzeki Chisana) wynosi 915 km, a powierzchnia dorzecza – 114 000 km². Rzeka płynie w kierunku północno-zachodnim, przepływa przez miasto Fairbanks. Uchodzi do rzeki Jukon na wschód od miasta Tanana.